# ستيف رايلي (لاعب كرة قدم أمريكية)
ستيف رايلي (بالإنجليزية: Steve Riley)‏ هو لاعب كرة قدم أمريكية أمريكي، ولد في 23 نوفمبر 1952 في تشولا فيستا في الولايات المتحدة.

## وصلات خارجية
- ستيف رايلي على موقع مرجع كرة القدم المحترفة.كوم (الإنجليزية)